# Lacek z Kravař
Ladislav z Kravař, zv. Lacek (asi 1372 – 5. květen 1408) byl 26. olomoucký biskup v letech 1403–1408.

## Životopis
Narozen pravděpodobně roku 1374 jako nejmladší ze tří synů významného moravského šlechtice Voka z Kravař. Po studiích se stal kanovníkem ve Vratislavi, Opoli, Hlohově, Hnězdně a Olomouci. Na olomoucký biskupský stolec byl zvolen proti vůli markraběte Jošta v roce 1402.
Vysvěcen byl 20. 5. 1403. Za jeho episkopátu nastaly pro Moravu klidnější časy. Ačkoliv biskupství bylo zadluženo, Ladislav díky svému majetku dokázal splatit dluhy a vykoupit zastavené biskupské statky; pocházel ostatně z jednoho z nejbohatších moravských rodů a snad i proto jej kapitula zvolila biskupem. Hospodářské záležitosti zcela pohlcovaly jeho čas, takže zpráv o jeho pastorační činnosti je nedostatek. V Brně dal rozšířit kostely sv. Petra a sv. Jakuba, v Olomouci zahájil výstavbu kostela sv. Mořice a jeho stavitelská činnost byla zřejmě doprovázena i větším ruchem v sochařství a malířství, ačkoliv náboženský život stagnoval. Odsoudil praxi odúmrtě jako nepravost. Zemřel 5. května 1408, údajně na požití jedu v nápoji. Byl pohřben v kostele sv. Mořice v Kroměříži.